# شقران الأرز البري
شقران الأرز البري (الاسم العلمي:Puccinia zizaniae) هو نوع من الفطريات يتبع جنس الشقران من الفصيلة الشقرانية.